# Площа Фізулі
Площа Фізулі (азерб. Füzuli meydanı в минулому Кубинська площа) — площа в столиці Азербайджану, місті Баку, перед будівлею Азербайджанського державного драматичного театру. Носить ім'я відомого поета XVI століття Мухаммеда Фізулі, чий пам'ятник розташований на площі. Бакинським старожилам площа відома під назвою «Кубинка» (колишня назва площі — Кубинська) .

## Історія
Площа була створена в середині XIX століття, ще в початковий період виникнення форштадта міста Баку і називалася Кубинською площею. В силу того, що на цій площі розташовувався базар (так званий «Кубинський базар»), площа мала ще іншу назву — Базарна. Будучи найбільш жвавою площею міста, Кубинська площа розташовувалася на перетині Шамахинської (нині вулиця Джафара Джаббарли) і Балаханської (нині вулиця Фізулі) доріг. Тут в основному були розташовані одноповерхові будинки з крамницями та магазинами.

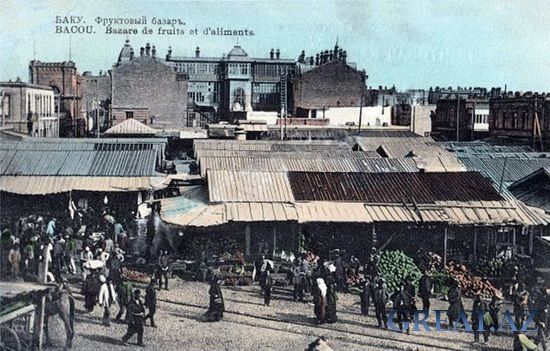
Фруктовий базар на Кубинській площі на листівці Російської імперії

Фірмових магазинів і крамниць великих купців на цій ярмарковій площі не було. Головним чином тут торгували найбідніші жителі, які становлять більшість населення. У зв'язку з цим міська влада приділяли мало уваги Кубинській площі, надаючи її під забудову торговцям. Через це Кубинська площа залишалася однією з найбільш невпорядкованих ділянок Баку аж до початку XX століття. Незалежно від способу користування, Кубинська площа була однією з забруднюючих і спотворюючих місто площ, де була поширена антисанітарія .
У 1902 році на площі на кошти якоїсь пані Рильської була побудована Бакинська приписна церква-каплиця, присвячена імені святого Архангела Михаїла.
У 1903 році міська влада ухвалила рішення очистити Кубинську площу від лавок з сільськогосподарськими продуктами та інших підсобних приміщень, щоб позбутися від «базарної штовханини і постійної тисняви» і надати площі організований характер. На початку 1930-х років площа була перейменована на «Площу Димитрова» (на честь лідера болгарських комуністів Димитрова Георгія Михайловича).
У 1960 році за проектом архітектора Г. М. Алізаде на Кубинській площі було споруджено будинок Азербайджанського драматичного театру імені Мешаді Азізбекова. Тим самим Кубинська площа стала фактично театральною і громадським центром старого району форштадта — Шамахинкі. У 1962 році на площі був встановлений пам'ятник відомому поету XVI століття Мухаммеда Фізулі (скульптори — Токай Мамедов і Омар Ельдаров, архітектор — Г. Мухтаров). Пам'ятник, який займає центральне положення по відношенню до площі, розташований на осі вулиці Гусі Гаджієва. З тих пір площа була відома під ім'ям площа Фізулі.